# Traber (Artistenfamilie)
Familie Traber ist eine Artistenfamilie, die seit dem Jahr 1799 ununterbrochen Hochseilartistik präsentiert. Ursprünglich handelte es sich um eine Künstlerfamilie aus der badisch-elsässischen Gegend.

## Geschichte

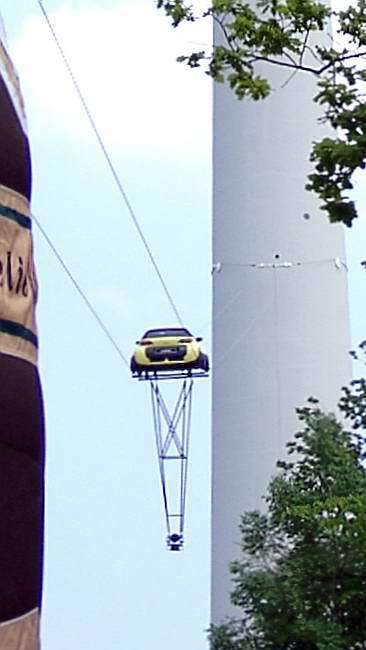
Johann Traber fährt mit seinem Smart auf 53 Meter Höhe

Die Familie Traber wurde 1406 urkundlich erwähnt. Die älteste noch erhaltene Urkunde, ausgestellt vom Landgrafen des Elsass, datiert jedoch auf das Jahr 1512. Darin wurde der Familie das Auftreten und Umherziehen im Lande genehmigt. Die Geschichte der Familie Traber ist seit vielen Generationen auch mit der der Artistenfamilie Stey verknüpft.
Auch die heute noch existierende Hochseildynastie der Geschwister Weisheit aus Gotha geht auf die Familie Traber zurück: Friedrich Wilhelm Weisheit (1875–1956) heiratete Maria Traber (1878–1948). Das Ehepaar Weisheit begann ab etwa 1900 mit 5 gemeinsamen Söhnen als Schausteller zu reisen und seinem Publikum Hochseilartistik und Clownerie zu bieten.
Unter dem Namen Traber arbeiten mehrere, voneinander unabhängige Künstlergruppen, die teilweise aus Abspaltungen oder Trennungen von Ensemblemitgliedern resultieren.
Nach dem Zweiten Weltkrieg waren die Familien Johann Traber aus Breisach am Rhein in Westdeutschland und die Hochseiltruppe Alfred Traber aus Kleinmachnow in Ostdeutschland die bekanntesten Hochseilartisten. Die Großväter von Johann und Alfred Traber waren Brüder.
Im Brandenburger Zweig der Familie Traber gab es 1995 ein Zerwürfnis zwischen Vater Alfred Traber und Stiefsohn Matthias Traber, die danach nicht mehr zusammen arbeiteten. Auslöser war die bevorstehende Trennung zwischen Alfred Traber und seiner Frau, und der Hochseilakt zur Berliner Weltklimakonferenz 1995. Hier wollte Alfred Traber auf einem Drahtseil in einer Höhe von 50 Meter vom Fernsehturm 620 Meter weit bis zum Berliner Dom laufen. Matthias Traber ließ dies juristisch verhindern und übernahm selbst die Rolle des Seilläufers.
Alfred Traber kooperierte im weiteren Verlauf mit seiner aus Prag stammenden Freundin, der Artistin Alena Schubertova, und seinem Bruder Karl Traber und dessen ebenfalls aus einer Artistenfamilie stammenden Frau Peggy Traber. Matthias Traber ging eigene Wege.
Die Familie Johann Traber ist heute in Vogtsburg im Kaiserstuhl und in Breisach am Rhein in Baden ansässig. Die Brüder Johann Traber und Falko Traber traten früher mit ihrem Vater Johann auf. Mittlerweile haben Falko und Johann eigene Shows, da sie verschiedene Visionen zur Präsentation ihrer Arbeit verwirklichen wollten.
Schon der Großvater leitete eine Artistengruppe. Johann Traber zeigte bereits mit acht Jahren erste Kunststücke auf dem Seil und beeindruckte 1943 das Publikum der Funkausstellung in Berlin. 1953 siedelte er nach Breisach um. 1961 fuhr Johann Traber auf dem Hochseil vom Eckartsberg zum Münster und war auch bekannt für seine Fahrradpyramide und die Sieben-Mann-Pyramide. Mit 45 Jahren stürzte er ins Netz und verletzte sich schwer. Nachdem kurz darauf auch seine Ehefrau verunglückt war, gab Traber seine Artistenkarriere auf und unterstützte seitdem seinen jüngeren Cousin und dessen Familie. „Er ist immer mitgereist und hat die Shows moderiert, er war ein Ratgeber und väterlicher Freund“ sagt der 66-jährige Johann Traber senior anlässlich des Todes seines 93-jährigen Cousins am 8. März 2020. Er wurde in Breisach beigesetzt.
1979 hatte die damalige Traber-Show einen Auftritt in dem James-Bond-Film Moonraker – Streng geheim.
Falko Traber, Johann Traber, Johann Traber jun. und die Töchter Anna und Katharina halten mehrere Guinness-Rekorde.

## Leistungen und Rekorde
Falko Traber hält den Längenweltrekord mit 640 Metern, bei dem sein Hochseilkollege Lutz Schreyer tödlich verunglückte. Johann Traber hält den Rekord als schnellster Artist, seit er 1998 am Freiburger Schloßberg mit einer Honda CBR 1100 XX eine Geschwindigkeit von 96 km/h auf dem Seil erreichte. Er hält auch den Höhenweltrekord, den er bei einem Balanceakt 1999 auf der Zugspitze aufstellte. Im 1. Oktober 2006 stellte Falko Traber erneut einen Weltrekord auf, indem er in einer Höhe von 412 Metern über Grund 30 Meter Strecke auf dem mittleren, etwas tiefer liegenden Zugseil der 3S-Seilbahn in Kitzbühel – ohne Sicherung, mit Balancierstange – balancierte. 2007 lief Falko Traber in Rio de Janeiro über die zum Zuckerhut führende Seilbahn.

## Unfälle

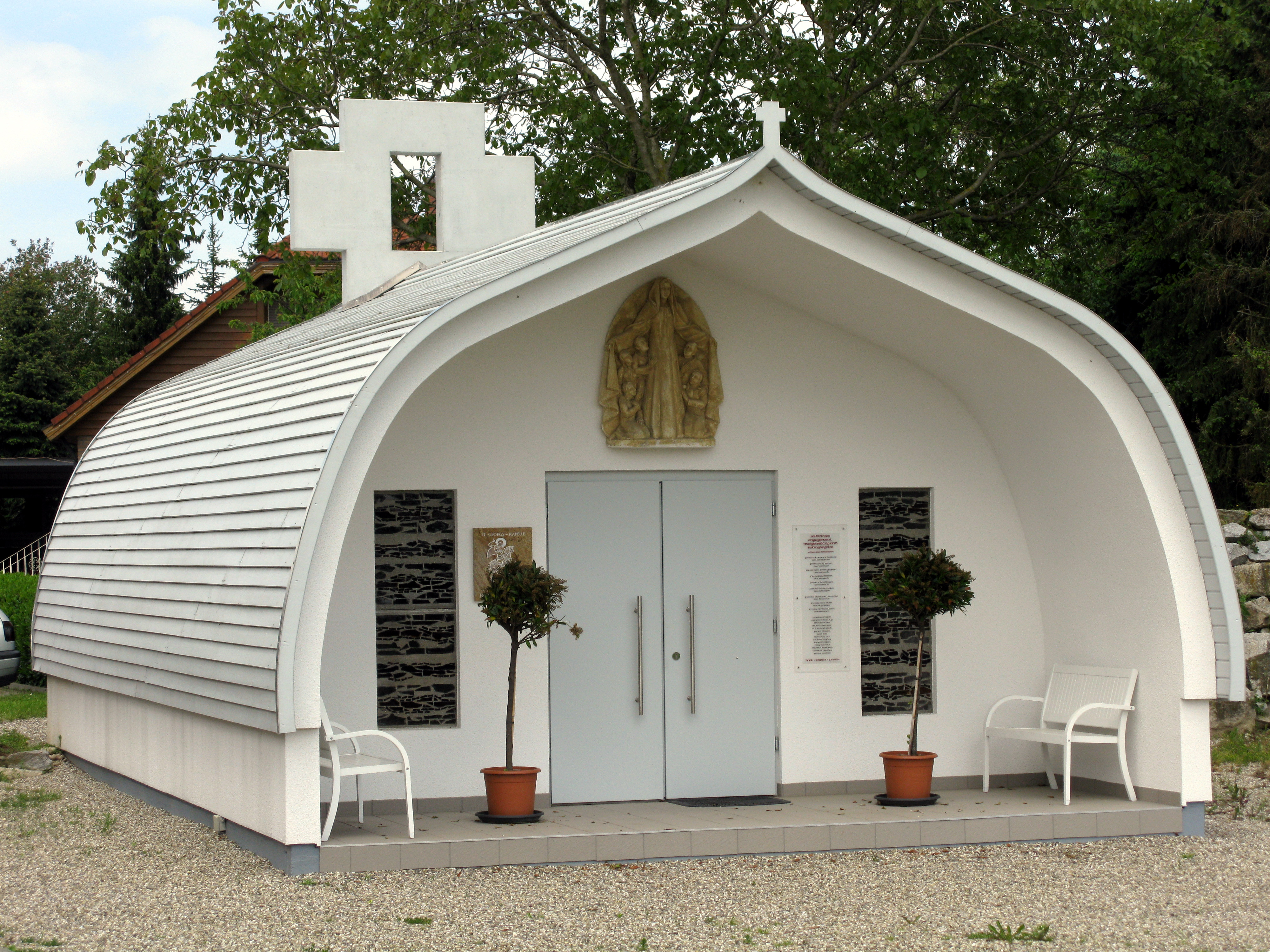
Aus Dankbarkeit, dass Johann Traber jr. den Unfall 2006 in Hamburg überlebte, wurde in Breisach die St. Georgs-Kapelle errichtet

- 12. September 1992 auf dem Dahlienfest in Gera: Catrin Traber führt auf dem Dach eines Ford Fiesta ihre Kunststücke vor. Der Wagen mit Cousin Matthias Traber (Stiefsohn von Alfred Traber) am Steuer fährt dabei auf zwei Hochseilen. Catrin rutscht ab, greift nach einem der Seile, aber kann sich nicht halten und stürzt ab. Catrin stirbt in der Nacht im Klinikum der Stadt Gera.[6]
- 16. Mai 1996: Lutz Schreyer begleitete den Weltrekord von Falko Traber mit der Kamera. Er folgte ihm beim Zurückgehen der Strecke mit einer Kamera. Das wiederholt schräg nach unten verspannte Hochseil bewegte sich und Schreyer stürzte ab und verletzte sich lebensgefährlich. Falko Traber konnte sich nicht umdrehen und musste weitergehen. Schreyer starb drei Tage später.[1][7]
- August 2004: Karl Traber (Peggys Vater) verlor bei einem Motorradstunt auf dem Seil das Gleichgewicht. Er konnte sich zwar fangen, die körperlichen Folgen des Unfalls zwangen ihn aber bald darauf, seine Karriere zu beenden.
- 21. Mai 2006: Der 22-jährige Johann Traber stürzte in Hamburg, als der Mast knickte, auf dem er stand. Dabei wurde er schwer verletzt. Nach dem Unfall wollte er wieder zurück aufs Seil, beendete aber dann seine Artistenkarriere. Heute arbeitet er bei den Auftritten noch mit, doch nur im Bodenteam.[8][9]